# Eiken (certifieringssystem)

Logotyp för Eiken.

Eiken (på japanska 実用英語技能検定試験, ofta förkortat till 英験) är ett japanskt standardiserat certifieringssystem för kunskaper inom det engelska språket. Testet administreras av The Society For Testing English (STEP). Testet genomförs i hela landet vid tre söndagar om året och används nästan uteslutande av skolelever.
I Eiken testas talförmåga, skrivning, läsning och lyssning. Testtagare måste själva bestämma vilken nivå de vill testa sig för men oftast så går man systematiskt tillväga och betar av de lägre testgraderna i tur och ordning. Många skolor arrangerar tester av sina elever. Nioklassare förväntas nå åtminstone 3:e nivå efter sista året. På senare tid har eiken förlorat lite i status till internationella system som TOEIC och TOEFL. Väldigt få skolor utanför Japan accepterar Eiken som ett mått på en persons engelskaförmåga.
Till skillnad från inträdesproven till universiteten är Eiken något mer realistiskt och bygger mer på använd engelska än inträdesprovens test-engelska.

## Testnivåer
I Eiken finns det sju grader som representerar allt bättre kunskaper inom engelska.
- 1 (ikkyu) Motsvarar avlagd universitetsexamen. Fullgod kapacitet till förståelse och användande av engelska.
- pre-1 (jun-ikkyu) Motsvarar universitetsnivå. Fullgod kapacitet till förståelse och användande av engelska. Fullgod kapacitet för att klara sig i samhället.
- 2 (nikkyu) Motsvarar gymnasieexamen. God kapacitet för att klara sig i samhället.
- pre-2 (jun-nikkyu) Motsvarar gymnasienivå. Behärskar engelska i dagligt tal och skrift.
- 3 (sankyu) Motsvarar högstadieexamen. Kan klara sig på egen hand, enklare konversationer om saker relaterade till testtagaren.
- 4 (yonkyu) Motsvarar högstadienivå. Kan kommunicera hjälpligt, viss vokabulär.
- 5 (gokyu) Nybörjarnivå. Behärskar elementär grammatik och viss vokabulär.